# Associazione Calcio Perugia 1978-1979
Questa voce raccoglie le informazioni riguardanti l'Associazione Calcio Perugia nelle competizioni ufficiali della stagione 1978-1979.
Il Perugia del 1978-1979, noto con l'appellativo di Perugia dei miracoli, è ricordato ancora oggi per il record d'imbattibilità stagionale in una singola stagione di Serie A, primato prima di allora mai conseguito da nessuna squadra nella storia dei tornei a girone unico. Al loro quarto campionato in massima serie, i grifoni chiusero imbattuti il torneo grazie a una striscia di 30 partite senza sconfitte, raggiungendo inoltre il secondo posto finale in classifica. Il primato fu piuttosto sorprendente poiché conseguito da una cosiddetta provinciale del calcio italiano; nei decenni successivi il record degli umbri fu eguagliato dal Milan nel 1991-1992 e dalla Juventus nel 2011-2012.

## Stagione
(Xavier Jacobelli, 2009)

La giovane ala dei grifoni, Salvatore Bagni, tra le maggiori rivelazioni del campionato.

Guidato in panchina da Ilario Castagner per la quinta annata consecutiva, il Perugia propose in questa stagione un gioco di avanguardia, efficace ma anche bello a vedersi, ispirato al calcio totale dell'Ajax di cui il tecnico aveva studiato la preparazione. Costretto a rinunciare a Curi, scomparso l'anno prima, nonché a due punti fermi delle passate stagioni come Amenta e Novellino, approdati rispettivamente alla Fiorentina e al Milan, l'allenatore dei grifoni disegnò la nuova squadra con un particolare modulo 1-3-2-3-1, ovvero una sorta di 4-2-3-1 modificato che andava a esaltare le qualità tecniche della mezzala Vannini, uomo-chiave degli umbri, e delle due ali offensive Speggiorin e Bagni, molto prolifiche in zona-gol: il primo si ripropose sui livelli dell'annata precedente, andando in doppia cifra e confermandosi migliore cannoniere della squadra, mentre per il secondo fu questa la stagione dell'esplosione ad alti livelli. La difesa era apparentemente schierata a 4, con il capitano Frosio che agiva tuttavia da libero per meglio proporsi anche a centrocampo, mentre in attacco il rigorista Casarsa, arrivato in estate dalla Fiorentina, fungeva da centravanti arretrato, detto anche alla Hidegkuti, per favorire il gioco palla a terra e gli inserimenti in area dalle retrovie. Oltre a questo ultimo, la formazione-tipo venne rinforzata con lo stopper Della Martira anch'egli proveniente dal club viola, nonché con il «motore» del centrocampo biancorosso Butti, acquistato dal Torino; tra le seconde linee, si rivelarono infine utili alla causa i giovani Redeghieri, prelevato in Serie C1 nel Parma, e Cacciatori, pescato in C2 nella Carrarese.

Walter Speggiorin, miglior marcatore stagionale della squadra con 11 reti.

Con questo nuovo assetto, e approfittando anche delle fatiche dei molti rivali reduci dal campionato del mondo 1978 in Argentina, nel campionato 1978-1979 il club perugino sì issò inaspettatamente ai vertici della classifica e, per la prima e fin qui unica volta nella sua storia, riuscì a impegnarsi nella lotta per lo scudetto, battagliando contro il più blasonato Milan sino a poche giornate dal termine. Fin dalle prime partite gli uomini di Castagner misero in mostra un gioco brillante ed equilibrato — un calcio «onestamente buono e razionale», come ebbe a dire Gianni Brera —, assecondato dai risultati, che sorprese positivamente gli addetti ai lavori; c'è da dire che i grifoni si presentarono comunque al via del torneo con discrete ambizioni: dopo aver chiuso le tre precedenti stagioni stabilmente nella prima metà della classifica, a ridosso di formazioni più quotate, quell'anno il piccolo club umbro, grazie anche all'oculata gestione societaria del direttore sportivo Silvano Ramaccioni e del presidente Franco D'Attoma, allestì una squadra senza stelle o nomi altisonanti sulla carta ma ugualmente molto competitiva, con il preciso obiettivo di battagliare per uno dei quattro posti che davano l'accesso alla Coppa UEFA.
Nei primi turni di campionato, dopo il pareggio di San Siro contro l'Inter e il successo casalingo sulla Fiorentina, il Perugia legittimò le sue ambizioni di alta classifica alla 4ª giornata, andando a battere al Comunale di Torino i campioni uscenti della Juventus, superati per 2-1 con le reti di Speggiorin e Vannini. Alla 6ª giornata, grazie alla vittoria esterna di Bergamo contro l'Atalanta, per la prima volta nella sua storia l'undici biancorosso prese la testa solitaria della Serie A. I grifoni rimasero soli al comando per due turni, fino all'8ª giornata, quando impattarono sul pari all'Olimpico con la Roma e permisero l'aggancio da parte del Milan di Nils Liedholm. Biancorossi e rossoneri proseguirono a braccetto in testa alla classifica fino all'11ª giornata — in mezzo ci fu anche lo scontro diretto di Milano del 3 dicembre 1978, terminato sull'1-1, con gli umbri a lungo avanti grazie a Vannini —, allorché il Perugia non riuscì a fare punteggio pieno con il Napoli al San Paolo, staccandosi così dai meneghini.
Gli uomini di Castagner chiusero il girone d'andata al 2º posto, a 3 lunghezze dal club milanese e 2 punti sopra le dirette inseguitrici, Inter e Torino; inoltre, con un cammino intermedio di 7 vittorie e 8 pareggi, il Perugia era rimasta l'unica squadra del campionato a mantenere l'imbattibilità assoluta, sia in casa sia in trasferta. Mattatore di questa prima parte di campionato fu Bagni, che giostrando da ala destra si rivelò molto incisivo in avanti.

Nello Malizia anticipa in uscita il bianconero Virdis durante Juventus-Perugia (1-2) del 22 ottobre 1978, la prima vittoria assoluta dei grifoni in casa dei piemontesi; il successo sui campioni uscenti legittimò le ambizioni d'alta classifica della provinciale biancorossa.

L'inizio del girone di ritorno fu l'unico momento del campionato in cui il collettivo umbro rischiò di perdere la sua imbattibilità: i biancorossi difesero il primato nella gara-spartiacque della stagione, la sfida con l'Inter della 17ª giornata, disputata allo stadio Curi il 4 febbraio 1979. Sotto di due reti al termine del primo tempo, il Perugia riuscì a inizio ripresa a dimezzare il doppio svantaggio grazie a Vannini. La formazione casalinga si vide poi assegnare, e subito dopo revocare, un rigore a proprio favore. Lo stesso Vannini fu in seguito costretto a lasciare la squadra in inferiorità numerica per infortunio, dopo avere subito un fallo a gioco fermo da Fedele. Infine, al 3' e ultimo minuto di recupero della gara, Ceccarini riuscì a siglare la rete del definitivo 2-2, che permise al Perugia di proseguire nella sua imbattibilità.
Nonostante il mantenimento del record, la partita con i nerazzurri portò con sé dei pesanti strascichi a livello di infermeria, che si ripercossero negativamente sul resto del cammino biancorosso nel torneo: Vannini, leader degli umbri, ne uscì con una doppia frattura di tibia e perone alla gamba destra, chiudendo lì il suo campionato e, di lì a poco, anche la sua carriera calcistica; la squadra fu poi costretta a rinunciare anche al suo capitano Frosio, infortunatosi in maniera seria ai primi di aprile con il Torino, per quasi tutta la tornata finale. Privato di due pedine fondamentali nella formazione titolare, il Perugia inizialmente accusò il colpo, rallentando e facendosi raggiungere proprio dai granata, per poi riprendersi e continuare la sua marcia in campionato, senza tuttavia riuscire a riavvicinarsi al Milan capolista.

Antonio Ceccarini realizzò allo scadere il gol del pareggio in Perugia-Inter (2-2) del 4 febbraio 1979, che permise ai biancorossi di rimanere imbattuti.

La rincorsa dei grifoni al primato in classifica sembrò doversi definitivamente arrestare l'11 marzo alla 21ª giornata, quando scese in Umbria l'Atalanta, in uno degli episodi più controversi della stagione: dopo quindici minuti il Perugia passò in vantaggio grazie a un tiro di Dal Fiume che colpì in faccia il bergamasco Osti prima di finire in rete; il giocatore avversario restò a terra in attesa dei soccorsi, mentre i suoi compagni di squadra protestavano per un presunto fallo di mano del centrocampista biancorosso. In questa confusione generale, dal settore dei tifosi atalantini venne scagliato un sasso che colpì alla nuca l'estremo difensore nerazzurro Bodini; l'infortunio fu così grave da costringerlo alla sostituzione con Pizzaballa. Il risultato finale (2-0) rimase sub iudice in attesa della decisioni del giudice sportivo, poiché l'Atalanta chiese la vittoria a tavolino: il giudice confermò invece l'esito del campo, dato che non venne ravvisata alcuna responsabilità oggettiva né alcun comportamento colposo della società perugina nell'accaduto.
Il Perugia restò così in corsa per lo scudetto, ma inanellando un gran numero di pareggi — 11 nel girone di ritorno, e 19 nell'intero campionato — non fu in grado di impensierire seriamente i rossoneri dell'ex Novellino: lo scontro diretto al Curi dell'8 aprile a sei giornate dal termine, ultima vera occasione per riaprire i giochi, si risolse come all'andata sull'1-1 già nel primo tempo, stavolta con un rigore per parte nel giro di due minuti, e fu in pratica la partita che diede il titolo della stella al Milan, alla fine campione d'Italia con un turno d'anticipo sui grifoni.
Nella parte finale del campionato emerse una sorta di appagamento nella compagine di Castagner, da ricercarsi nel lungo cammino di vertice, nonché nell'improvviso successo e notorietà che portò a una serie di prestazioni opache e sottotono da parte della squadra, non del tutto imputabili alla sola assenza di Vannini; uno degli uomini-cardine della squadra, Bagni, fu invece distratto nelle ultime settimane da vicende extracalcistiche.

Franco Vannini, punto fermo del Perugia dei miracoli, viene consolato dal nerazzurro Beccalossi mentre è portato fuori dal campo in barella, dopo il grave infortunio patito nella sfida casalinga contro l'Inter; l'incidente lo costringerà al ritiro dal calcio giocato a poco più di trent'anni.

Con il 2-2 di Bologna alla 30ª e ultima giornata il Perugia riuscì comunque a portare a termine la stagione senza sconfitte, risultato mai centrato prima da nessuna squadra in Serie A, nonché a chiudere in classifica al secondo posto, a 3 punti dal Milan scudettato; i grifoni furono inoltre la difesa meno battuta del torneo, con 16 reti al passivo. Il risultato finale fu senz'altro rilevante per la piccola realtà perugina ma, a posteriori, l'avere voluto mantenere a tutti i costi l'imbattibilità, accontentandosi molte volte di un pareggio invece di cercare sempre la vittoria, impedì forse agli umbri di battagliare con maggior convinzione per il tricolore.
Il club biancorosso ben si comportò anche in Coppa Italia, dove fino ad allora era sempre uscito al primo turno, e i perugini per la prima volta fecero strada nel tabellone del torneo. Dopo la vittoria del proprio girone nel primo turno giocato in estate, il cammino s'interruppe nel maggio del 1979, ai quarti di finale, per mano del Napoli.
Il 2º posto in campionato del 1979, corollario di 11 vittorie e 19 pareggi complessivi, costituisce ancora oggi il migliore risultato in massima serie del Perugia, e consentì alla squadra umbra di ottenere la prima qualificazione alla Coppa UEFA della sua storia.

## Divise
Per le divise da gioco della stagione 1978-1979, il Perugia si limitò ad aggiornare in pochi dettagli le uniformi biancorosse, riprendendo pressoché in toto l'identico stile già utilizzato per le casacche di due stagioni prima. Le divise da gara erano realizzate dalla Umbro, la quale, vista la liberalizzazione delle sponsorizzazioni tecniche decisa dalla FIGC a inizio campionato, poté inserire il proprio logo sui pantaloncini. La Ellesse forniva invece altro abbigliamento tecnico come polo di rappresentanza e tute di allenamento.

Cesare Butti indossa la terza maglia biancoblù.

Come prima maglia era prevista la classica maglia rossa, con colletto bianco e scollo a V impreziosito da alcune righe rosse. Le maniche erano anch'esse bordate di bianco, e presentavano lo stesso dettaglio delle righe rosse. I calzoncini erano bianchi, anche loro con delle righe rosse inserite lungo i fianchi, mentre i calzettoni erano totalmente rossi. Stesso disegno era utilizzato per il completo da trasferta, ma a colori invertiti, con maglia bianca, pantaloncini rossi e calzettoni bianchi. Era presente anche una terza uniforme che riproponeva l'identico stile delle altre due casacche, adottando però una colorazione totalmente blu. Tutte le maglie avevano cucito, all'altezza del cuore, il Grifo simbolo della squadra e della città perugina, in bianco sulla prima e terza casacca, e in rosso sulla seconda.
Per via dei risultati sportivi conseguiti dai biancorossi in quest'annata, la maglia del Perugia dei miracoli è diventata la divisa storica per antonomasia della squadra umbra, rimanendo nell'immaginario dei tifosi e degli appassionati. Negli anni successivi il club perugino ha riproposto questa storica uniforme in occasione di particolari eventi: nello spareggio-promozione del 1998 contro il Torino, nello spareggio-salvezza interdivisionale del 2004 contro la Fiorentina, nel 2010 dopo la rifondazione della nuova società, e nel 2011 per sostenere la candidatura congiunta di Perugia e Assisi a capitale europea della cultura. Inoltre nel 2012 la rivista italiana Guerin Sportivo ha posto la casacca biancorossa del 1978-1979 al 94º posto tra le 100 maglie più belle di sempre nella storia del calcio.
| Casa | Trasferta | Terza divisa |  |

## Organigramma societario
Area direttiva
- Presidente: Franco D'Attoma
- Segretario: Vinicio Salani

Area tecnica
- Direttore sportivo: Silvano Ramaccioni
- Allenatore: Ilario Castagner
- Allenatore in seconda: Giampiero Molinari

Area sanitaria
- Medico sociale: Mario Tomassini
- Massaggiatore: Bruno Palomba

## Rosa
| N. |                   | Ruolo | Calciatore                  |
| -- | ----------------- | ----- | --------------------------- |
|    | Italia (bandiera) | P     | Marcello Grassi             |
|    | Italia (bandiera) | P     | Nello Malizia               |
|    | Italia (bandiera) | P     | Franco Mancini              |
|    | Italia (bandiera) | D     | Antonio Ceccarini           |
|    | Italia (bandiera) | D     | Paolo Dall'Oro              |
|    | Italia (bandiera) | D     | Mauro Della Martira         |
|    | Italia (bandiera) | D     | Pierluigi Frosio (capitano) |
|    | Italia (bandiera) | D     | Michele Nappi               |
|    | Italia (bandiera) | D     | Daniele Tacconi             |
|    | Italia (bandiera) | D     | Luciano Zecchini            |

| N. |                   | Ruolo | Calciatore         |
| -- | ----------------- | ----- | ------------------ |
|    | Italia (bandiera) | C     | Salvatore Bagni    |
|    | Italia (bandiera) | C     | Cesare Butti       |
|    | Italia (bandiera) | C     | Paolo Dal Fiume    |
|    | Italia (bandiera) | C     | Mario Goretti      |
|    | Italia (bandiera) | C     | Giorgio Redeghieri |
|    | Italia (bandiera) | C     | Franco Vannini     |
|    | Italia (bandiera) | A     | Marco Cacciatori   |
|    | Italia (bandiera) | A     | Gianfranco Casarsa |
|    | Italia (bandiera) | A     | Walter Speggiorin  |

### Formazione-tipo
Di seguito la formazione-tipo del Perugia nella stagione 1978-1979:

## Calciomercato

### Sessione estiva
| Acquisti | Acquisti            | Acquisti   | Acquisti   |
| R.       | Nome                | da         | Modalità   |
| -------- | ------------------- | ---------- | ---------- |
| D        | Mauro Della Martira | Fiorentina | definitivo |
| C        | Cesare Butti        | Torino     | definitivo |
| C        | Giorgio Redeghieri  | Parma      | definitivo |
| A        | Marco Cacciatori    | Carrarese  | definitivo |
| A        | Gianfranco Casarsa  | Fiorentina | definitivo |

| Cessioni | Cessioni         | Cessioni   | Cessioni   |
| R.       | Nome             | da         | Modalità   |
| -------- | ---------------- | ---------- | ---------- |
| D        | Antonio Matteoni | Parma      | definitivo |
| C        | Mauro Amenta     | Fiorentina | definitivo |
| C        | Guido Biondi     | Lecce      | definitivo |
| A        | Walter Novellino | Milan      | definitivo |
| A        | Walter Sabatini  | Palermo    | definitivo |
| A        | Mario Scarpa     | Parma      | definitivo |

## Risultati

### Serie A

#### Girone di andata
| Arbitro: | Longhi (Roma) |

|                         |           |  |
| Bagni 14’ Dal Fiume 88’ | Marcatori |  |

| Arbitro: | Lattanzi (Roma) |

|              |           |                |
| Pasinato 31’ | Marcatori | 87’ Cacciatori |

| Arbitro: | Michelotti (Parma) |

|                    |           |  |
| Casarsa 57’ (rig.) | Marcatori |  |

| Arbitro: | Barbaresco (Cormons) |

|                |           |                            |
| Cuccureddu 65’ | Marcatori | 16’ Speggiorin 77’ Vannini |

| Perugia 29 ottobre 1978 5ª giornata | Perugia         | 0 – 0 referto | Avellino | Stadio Renato Curi (20.000 circa spett.)\| Arbitro: \| Menegali (Roma) \| |
| Arbitro:                            | Menegali (Roma) |               |          |                                                                           |

| Arbitro: | Agnolin (Bassano del Grappa) |

|  |           |                   |
|  | Marcatori | 2’, 6’ Speggiorin |

| Arbitro: | Ciulli (Roma) |

|                             |           |  |
| Speggiorin 5’ Dal Fiume 60’ | Marcatori |  |

| Roma 19 novembre 1978 8ª giornata | Roma             | 0 – 0 referto | Perugia | Stadio Olimpico (65.000 circa spett.)\| Arbitro: \| Casarin (Milano) \| |
| Arbitro:                          | Casarin (Milano) |               |         |                                                                         |

| Perugia 26 novembre 1978 9ª giornata | Perugia           | 0 – 0 referto | Torino | Stadio Renato Curi (26.000 circa spett.)\| Arbitro: \| Bergamo (Livorno) \| |
| Arbitro:                             | Bergamo (Livorno) |               |        |                                                                             |

| Arbitro: | Longhi (Roma) |

|               |           |            |
| Antonelli 62’ | Marcatori | 3’ Vannini |

| Arbitro: | Lattanzi (Roma) |

|          |           |                |
| Majo 55’ | Marcatori | 62’ Speggiorin |

| Arbitro: | Lops (Torino) |

|                |           |  |
| Speggiorin 61’ | Marcatori |  |

| Arbitro: | Lanese (Messina) |

|            |           |                 |
| Frosio 54’ | Marcatori | 88’ Bergamaschi |

| Roma 14 gennaio 1979 14ª giornata | Lazio              | 0 – 0 referto | Perugia | Stadio Olimpico (50.000 circa spett.)\| Arbitro: \| Michelotti (Parma) \| |
| Arbitro:                          | Michelotti (Parma) |               |         |                                                                           |

| Arbitro: | Lo Bello (Siracusa) |

|                                 |           |                   |
| Casarsa 25’, 68’ Speggiorin 58’ | Marcatori | 76’ (rig.) Bordon |

#### Girone di ritorno
| Arbitro: | Benedetti (Roma) |

|              |           |           |
| P. Rossi 14’ | Marcatori | 25’ Bagni |

| Arbitro: | Longhi (Roma) |

|                           |           |                          |
| Vannini 53’ Ceccarini 90’ | Marcatori | 19’ Altobelli 36’ Muraro |

| Arbitro: | D'Elia (Salerno) |

|          |           |                |
| Sella 9’ | Marcatori | 21’ Speggiorin |

| Perugia 18 febbraio 1979 19ª giornata | Perugia         | 0 – 0 referto | Juventus | Stadio Renato Curi (31.224 spett.)\| Arbitro: \| Menegali (Roma) \| |
| Arbitro:                              | Menegali (Roma) |               |          |                                                                     |

| Arbitro: | Agnolin (Bassano del Grappa) |

|  |           |           |
|  | Marcatori | 82’ Bagni |

| Arbitro: | Paparesta (Bari) |

|                           |           |  |
| Osti 16’ (aut.) Bagni 30’ | Marcatori |  |

| Ascoli Piceno 18 marzo 1979 22ª giornata | Ascoli          | 0 – 0 referto | Perugia | Stadio Cino e Lillo Del Duca (22.000 circa spett.)\| Arbitro: \| Lattanzi (Roma) \| |
| Arbitro:                                 | Lattanzi (Roma) |               |         |                                                                                     |

| Arbitro: | Barbaresco (Cormons) |

|                      |           |              |
| Peccenini 22’ (aut.) | Marcatori | 90’ Ugolotti |

| Torino 1º aprile 1979 24ª giornata | Torino             | 0 – 0 referto | Perugia | Stadio Comunale (37.000 circa spett.)\| Arbitro: \| Michelotti (Parma) \| |
| Arbitro:                           | Michelotti (Parma) |               |         |                                                                           |

| Arbitro: | Agnolin (Bassano del Grappa) |

|                    |           |                   |
| Casarsa 17’ (rig.) | Marcatori | 15’ (rig.) Chiodi |

| Arbitro: | Casarin (Milano) |

|                              |           |  |
| Speggiorin 15’ Dal Fiume 64’ | Marcatori |  |

| Arbitro: | Menegali (Roma) |

|              |           |          |
| R. Rossi 60’ | Marcatori | 2’ Butti |

| Arbitro: | Lattanzi (Roma) |

|              |           |                    |
| Guidolin 81’ | Marcatori | 47’ (aut.) Gentile |

| Arbitro: | Milan (Treviso) |

|                |           |  |
| Bagni 15’, 27’ | Marcatori |  |

| Arbitro: | Casarin (Milano) |

|                                |           |                |
| Mastalli 40’ Bordon 49’ (rig.) | Marcatori | 31’, 34’ Bagni |

### Coppa Italia

#### Fase a gironi
| Arbitro: | Lanzetti (Viterbo) |

|                                    |           |  |
| Speggiorin 49’ Piacenti 70’ (aut.) | Marcatori |  |

| Arbitro: | Panzino (Catanzaro) |

|                 |           |             |
| Vriz 83’ (rig.) | Marcatori | 12’ Vannini |

| Arbitro: | Paparesta (Bari) |

|                                                   |           |  |
| Casarsa 7’, 50’ (rig.) Goretti 26’ Speggiorin 57’ | Marcatori |  |

| Avellino 17 settembre 1978 Primo turno - 5ª giornata | Avellino      | 0 – 0 referto | Perugia | Stadio Partenio (25.000 circa spett.)\| Arbitro: \| Longhi (Roma) \| |
| Arbitro:                                             | Longhi (Roma) |               |         |                                                                      |

#### Fase a eliminazione diretta
| Arbitro: | Benedetti (Roma) |

|                        |           |               |
| Tesser 81’ Filippi 88’ | Marcatori | 54’ Dal Fiume |

| Perugia 9 maggio 1979 Quarti di finale - Ritorno | Perugia           | 0 – 0 referto | Napoli | Stadio Renato Curi\| Arbitro: \| Bergamo (Livorno) \| |
| Arbitro:                                         | Bergamo (Livorno) |               |        |                                                       |

## Statistiche

### Statistiche di squadra
| Competizione | Punti | In casa | In casa | In casa | In casa | In casa | In casa | In trasferta | In trasferta | In trasferta | In trasferta | In trasferta | In trasferta | Totale | Totale | Totale | Totale | Totale | Totale | DR  |
| Competizione | Punti | G       | V       | N       | P       | Gf      | Gs      | G            | V            | N            | P            | Gf           | Gs           | G      | V      | N      | P      | Gf     | Gs     | DR  |
| ------------ | ----- | ------- | ------- | ------- | ------- | ------- | ------- | ------------ | ------------ | ------------ | ------------ | ------------ | ------------ | ------ | ------ | ------ | ------ | ------ | ------ | --- |
| Serie A      | 41    | 15      | 8       | 7       | 0       | 20      | 6       | 15           | 3            | 12           | 0            | 14           | 10           | 30     | 11     | 19     | 0      | 34     | 16     | +18 |
| Coppa Italia | -     | 3       | 2       | 1       | 0       | 6       | 0       | 3            | 0            | 2            | 1            | 2            | 3            | 6      | 2      | 3      | 1      | 8      | 3      | +5  |
| Totale       | -     | 18      | 10      | 8       | 0       | 26      | 6       | 18           | 3            | 14           | 1            | 16           | 13           | 36     | 13     | 22     | 1      | 42     | 19     | +23 |

### Andamento in campionato
| Giornata  | 1 | 2 | 3 | 4 | 5 | 6 | 7 | 8 | 9 | 10 | 11 | 12 | 13 | 14 | 15 | 16 | 17 | 18 | 19 | 20 | 21 | 22 | 23 | 24 | 25 | 26 | 27 | 28 | 29 | 30 |
| --------- | - | - | - | - | - | - | - | - | - | -- | -- | -- | -- | -- | -- | -- | -- | -- | -- | -- | -- | -- | -- | -- | -- | -- | -- | -- | -- | -- |
| Luogo     | C | T | C | T | C | T | C | T | C | T  | T  | C  | C  | T  | C  | T  | C  | T  | C  | T  | C  | T  | C  | T  | C  | C  | T  | T  | C  | T  |
| Risultato | V | N | V | V | N | V | V | N | N | N  | N  | V  | N  | N  | V  | N  | N  | N  | N  | V  | V  | N  | N  | N  | N  | V  | N  | N  | V  | N  |
| Posizione | 1 | 2 | 1 | 1 | 2 | 1 | 1 | 1 | 1 | 1  | 2  | 2  | 2  | 2  | 2  | 2  | 2  | 2  | 2  | 2  | 2  | 2  | 2  | 2  | 2  | 2  | 2  | 2  | 2  | 2  |

Legenda:

Luogo: C = Casa; T = Trasferta. Risultato: V = Vittoria; N = Pareggio; P = Sconfitta.

### Statistiche dei giocatori
| Giocatore        | Serie A  | Serie A | Serie A     | Serie A    | Coppa Italia | Coppa Italia | Coppa Italia | Coppa Italia | Totale   | Totale | Totale      | Totale     |
| Giocatore        | Presenze | Reti    | Ammonizioni | Espulsioni | Presenze     | Reti         | Ammonizioni  | Espulsioni   | Presenze | Reti   | Ammonizioni | Espulsioni |
| ---------------- | -------- | ------- | ----------- | ---------- | ------------ | ------------ | ------------ | ------------ | -------- | ------ | ----------- | ---------- |
| S. Bagni         | 28       | 8       | ?           | 0          | 3            | 0            | ?            | ?            | 31       | 8      | ?           | 0+         |
| C. Butti         | 26       | 1       | ?           | 0          | 4            | 0            | ?            | ?            | 30       | 1      | ?           | 0+         |
| M. Cacciatori    | 14       | 1       | ?           | 0          | 4            | 0            | ?            | ?            | 18       | 1      | ?           | 0+         |
| G. Casarsa       | 28       | 4       | ?           | 0          | 6            | 2            | ?            | ?            | 34       | 6      | ?           | 0+         |
| A. Ceccarini     | 29       | 1       | ?           | 0          | 6            | 0            | ?            | ?            | 35       | 1      | ?           | 0+         |
| P. Dal Fiume     | 28       | 3       | ?           | 0          | 6            | 1            | ?            | ?            | 34       | 4      | ?           | 0+         |
| P. Dall'Oro      | -        | -       | -           | -          | 2            | 0            | ?            | ?            | 2        | 0      | 0+          | 0+         |
| M. Della Martira | 29       | 0       | ?           | 0          | 6            | 0            | ?            | ?            | 35       | 0      | ?           | 0+         |
| P. Frosio        | 24       | 1       | ?           | 0          | 4            | 0            | ?            | ?            | 28       | 1      | ?           | 0+         |
| M. Goretti       | 12       | 0       | ?           | 0          | 6            | 1            | ?            | ?            | 18       | 1      | ?           | 0+         |
| M. Grassi        | 3        | -1      | ?           | 0          | 4            | -1           | ?            | ?            | 7        | -2     | ?           | 0+         |
| N. Malizia       | 28       | -15     | ?           | 0          | 2            | -2           | ?            | ?            | 30       | -17    | ?           | 0+         |
| M. Nappi         | 21       | 0       | ?           | 0          | 4            | 0            | ?            | ?            | 25       | 0      | ?           | 0+         |
| G. Redeghieri    | 23       | 0       | ?           | 0          | 5            | 0            | ?            | ?            | 28       | 0      | ?           | 0+         |
| W. Speggiorin    | 26       | 9       | ?           | 0          | 5            | 2            | ?            | ?            | 31       | 11     | ?           | 0+         |
| D. Tacconi       | 3        | 0       | ?           | 0          | 1            | 0            | ?            | ?            | 4        | 0      | ?           | 0+         |
| F. Vannini       | 17       | 3       | ?           | 0          | 4            | 1            | ?            | ?            | 21       | 4      | ?           | 0+         |
| L. Zecchini      | 14       | 0       | ?           | 0          | 2            | 0            | ?            | ?            | 16       | 0      | ?           | 0+         |

## Giovanili

Il grifoncello Mauro Vittiglio alle prese con il gigliato Augusti nella finale del Torneo di Viareggio

### Organigramma
Area tecnica
- Primavera
  - Allenatore: Aldo Agroppi

### Piazzamenti
- Primavera:
  - Campionato: ?
  - Coppa Italia: ?
  - Torneo di Viareggio: finale[58]